# 境田貝塚
座標: 北緯35度32分57.1秒 東経139度34分21.2秒 / 北緯35.549194度 東経139.572556度
境田貝塚（さかいだかいづか）は、神奈川県横浜市都筑区茅ケ崎中央（調査当時は港北区茅ヶ崎町）の都筑中央公園に所在する縄文時代早・前・中期の貝塚と、弥生時代中・後期および古墳時代後期の集落を含む複合遺跡。港北ニュータウン遺跡群内では、遺構が現存する数少ない遺跡の1つである。

## 概要
鶴見川の支流・早渕川の低地に面した標高30～50メートル程の丘陵上に所在する。この丘陵は現在、都筑中央公園となっており、境田貝塚の遺跡範囲は、公園内に鎮座する杉山神社境内とその背後の樹林や広場一帯にあたる。
当貝塚は、酒詰仲男により戦前の1935年（昭和10年）から1937年（昭和12年）にかけ発掘調査されており、その結果、早淵川流域の諸貝塚の中で最も古い時期の貝塚と判明し、また黒浜式期を中心とする縄文時代前期の縄文土器編年を確立させたことで著名となった。
1965年（昭和40年）から始められた港北ニュータウン開発に伴う埋蔵文化財調査（港北ニュータウン遺跡群調査）では、当初から都筑中央公園予定地内であり開発造成による破壊の恐れが無いことから、1970年（昭和45年）8月5日から8月25日にかけて小規模なトレンチ調査（試掘調査）を行うにとどめられた。
この試掘調査では、縄文時代遺構は、前期の土坑1基と前期（諸磯a・諸磯b式期）の貝層（ハマグリ主体）1か所のみ検出されたが、このほかに弥生時代中期（宮ノ台式期）・後期（朝光寺原式期）の竪穴建物3軒と、古墳時代中期の竪穴建物が1軒検出され、弥生・古墳時代集落も存在することが確認された。現地の貝層や遺構は公園地下に埋没保存され、直接見ることは出来ないが小看板が建てられている。